# Leptoscyphus physocalyx
Leptoscyphus physocalyx là một loài rêu tản trong họ Geocalycaceae. Loài này được (Hampe & Gottsche) Gottsche miêu tả khoa học lần đầu tiên năm 1858.